# Znauri (distrikt)
Znauris raioni (georgiska: ზნაურის რაიონი), eller Qornisis raioni (ყორნისის რაიონი), är ett distrikt i Georgien, med staden Qornisi som administrativt centrum. Distriktet ligger i regionen Inre Kartlien, i den del som kontrolleras av utbrytarrepubliken Sydossetien.